# Old Abe
Old Abe, Krzyczący Orzeł (ur. w maju 1861 w okolicach South Fork – obecnie część lasów państwowych Chequamegon National Forest, zm. 26 marca 1881 w Madison) – samica bielika amerykańskiego (Haliaeetus leucocephalus), która była maskotką 8. Regimentu Piechoty Ochotniczej z Wisconsin w trakcie wojny secesyjnej, zwana także Screaming Eagle (Krzyczącym Orłem, ang.). Jej wizerunek stanowi element godła elitarnej 101. Dywizji Powietrznodesantowej Armii USA.

## Historia Krzyczącego Orła

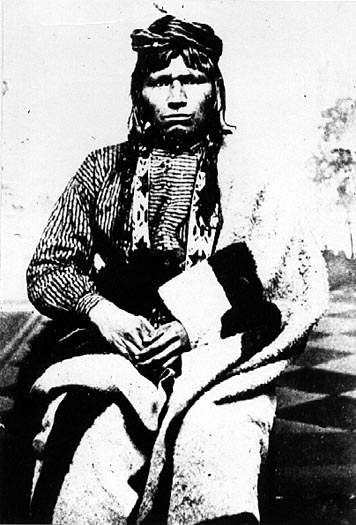
Ahgamahwegezhig, syn wodza plemienia Odżibwejów znad Lac du Flambeau był osobą, która złapała i początkowo wychowywała Krzyczącego Orła.

Wiosną 1861 roku Ahgamahwegezhig, syn wodza plemienia Odżibwejów znad Lac du Flambeau w Wisconsin, wybrał się na polowanie nad rzekę Flambeau, w okolicach South Fork (obecnie jest to część lasów państwowych Chequamegon National Forest w Wisconsin). W trakcie wyprawy zauważył gniazdo orła na czubku drzewa, w którym znajdowały się dwa pisklęta-podloty. Aby je złapać, ściął drzewo. Spośród dwójki młodocianych orłów jeden przeżył upadek i został maskotką Indianina.
Latem tego roku Ahgamahwegezhig wraz ze swoim ojcem wyruszyli w dół rzeki Chippewa. W okolicach wodospadów Jim Falls spotkali Daniela McCanna, który odkupił od nich orła za buszel kukurydzy. W tym samym czasie w Stanach Zjednoczonych doszło do secesji stanów południowych, a na terenie Wisconsin rozpoczęła się rekrutacja ochotników do armii Unii. W hrabstwach Eau Claire oraz Chippewa ochotnicy pod kierunkiem Johna C. Perkinsa, Setha Pierce’a, Franka McGuire’a, Thomasa G. Butlera i Victora Wolfa w sierpniu 1861 roku sformowali kompanię ochotników. McCann zaproponował im sprzedaż orła jako maskotki, za 2 dolary 50 centów. Żołnierze postanowili przeprowadzić zbiórkę i znaleźli sponsora w osobie przechodnia, S.M. Jeffersa, który, pomimo początkowych oporów, zakupił orła od McCanna i przekazał im go w prezencie.

### Maskotka 8. Regimentu

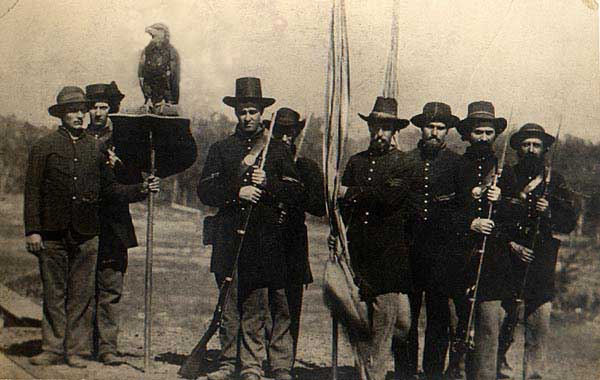
Old Abe i poczet sztandarowy 8 Regimentu pod Vicksburgiem, lipiec 1863.

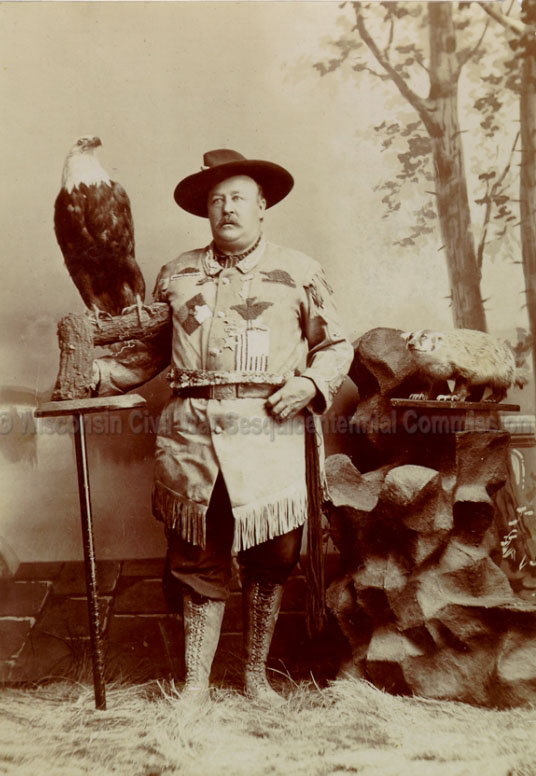
Old Abe i jej ostatni opiekun George Gillies, zdjęcie z czasów powojennych.

Dowódca kompanii, kapitan Perkins, nadał orłu imię Old Abe (od przezwiska prezydenta Unii, Abrahama Lincolna), jeden z ochotników, James McGinnis, zaoferował się, że będzie troszczył się o orła, a kwatermistrz przygotował żerdkę, na której orzeł miał siedzieć w trakcie przemarszów i walk pododdziału. 6 września 1861 roku ochotnicy przybyli do punktu mobilizacyjnego w Madison, gdzie wcielono ich jako kompanię C do 8. Regimentu Piechoty Ochotniczej z Wisconsin. Ich kompania została kompanią „flagową” regimentu; od orła, który został jej maskotką, nazywano ją „Eagle Company” (ang. – orla kompania). Z czasem również regiment, w którym służyli, zaczęto nazywać „Eagle Regiment” (ang. – orli regiment). Regiment przeszedł szkolenie w obozie wojskowym Camp Randall i po kilku tygodniach skierowano go do oddziałów armii Unii na zachodnim teatrze wojny secesyjnej. Old Abe, jak go nazywali żołnierze, przebył z regimentem cały jego szlak bojowy w trakcie wojny secesyjnej: od bitwy o Frederictown, przez bitwę o Wyspę nr 10, oblężenie Corinthu, bitwę o Iuka, drugą bitwę o Corinth, oblężenie Vicksburga i kampanię nad Red River. 19 czerwca 1864 weteranom regimentu z pierwszego zaciągu udzielono urlopu – wraz z orłem udali się do Wisconsin, gdzie zostali uroczyście przyjęci przez mieszkańców i przedstawicieli lokalnych władz. W sierpniu 1864 roku powrócili do służby. Bitwa pod Hurricane Creek w Missisipi była ostatnią bitwą wojny secesyjnej, w której uczestniczył 8. Regiment i jego maskotka.

### Krzyczący Orzeł w boju
John McGillis, pierwszy opiekun orlicy, nie doczekał końca wojny – zmarł podczas oblężenia Corinthu. Po nim orłem opiekowali się kolejno czterej następni opiekunowie. W gazetach podawano, że orzeł 8. Regimentu w trakcie bitew latał nad liniami walczących stron. Jednak z relacji jednego z jego opiekunów, Davida McLaina, wynika, że były to wiadomości przesadzone, które wzięły się z tego, że w trakcie drugiej bitwy o Corinth jedna z wystrzelonych kul przerwała postronek, którym orlica była przyczepiona do żerdki, a druga, która przebiła jej skrzydło, wystraszyła ją tak, że przeleciała ok. 20 m wzdłuż linii wojsk, i trzeba było ją łapać. W trakcie tej bitwy opiekun orła, McLain, otrzymał dwa postrzały – w ramię i w nogę. Według McLaina Old Abe była zwykle zaniepokojona w trakcie walk, rozpościerała skrzydła i wydawała okrzyki (stąd jej drugi przydomek – „Screaming Eagle”, Krzyczący Orzeł), ale nie latała nad walczącymi wojskami.
Old Abe towarzyszył pocztowi sztandarowemu regimentu, i, tak jak sam sztandar, jej obecność miała wpływ na morale oddziału. Podobno konfederaccy oficerowie wydali rozkaz złapania lub zabicia Screaming Eagle, ale żadna z prób się nie powiodła.
Jak wspominał McLain:

Wielokrotnie byłem świadkiem, jak generałowie Ulysses Grant, Sherman, James Birdseye McPherson, William Rosecrans, Blair, Logan i inni, mijając nasz regiment uchylali kapeluszy w chwili, gdy mijali miejsce w szyku, w którym znajdował się Old Abe, co zawsze wywoływało aplauz całego regimentu, w odpowiedzi na co orzeł rozpościerał swoje skrzydła.

8. Regiment Piechoty Ochotniczej z Wisconsin był, podobnie jak regimenty z Wisconsin wchodzące w skład słynnej Żelaznej Brygady Armii Potomaku, jednym z elitarnych i najbardziej rozpoznawalnych oddziałów wojny secesyjnej, i cieszył się wielkim uznaniem dowódców.

### Uhonorowanie

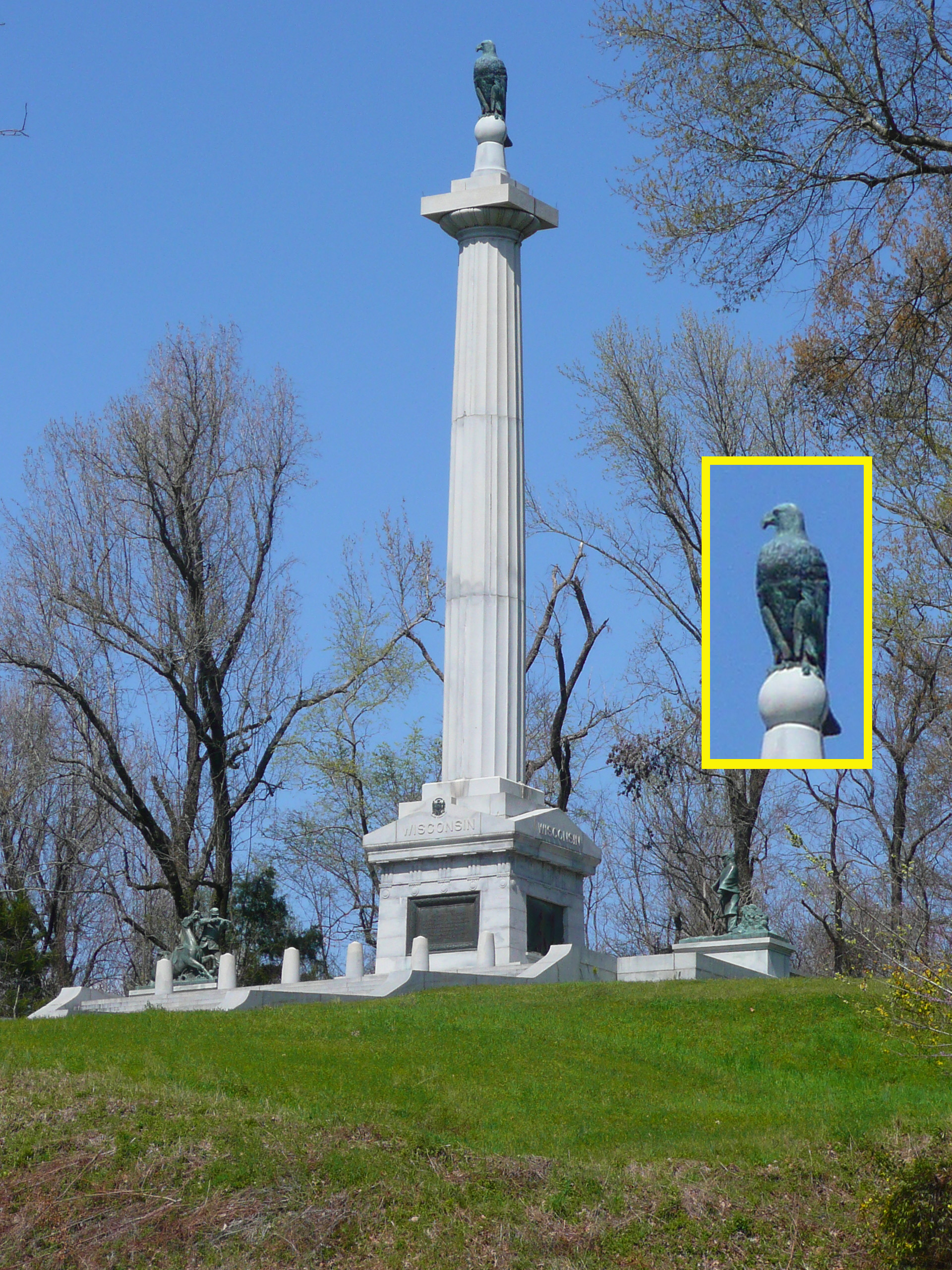
Rzeźba przedstawiająca Old Abe na szczycie kolumny upamiętniającej udział obywateli Wisconsin w oblężeniu Vicsburga (Wisconsin Memorial, Vicksburg National Military Park).

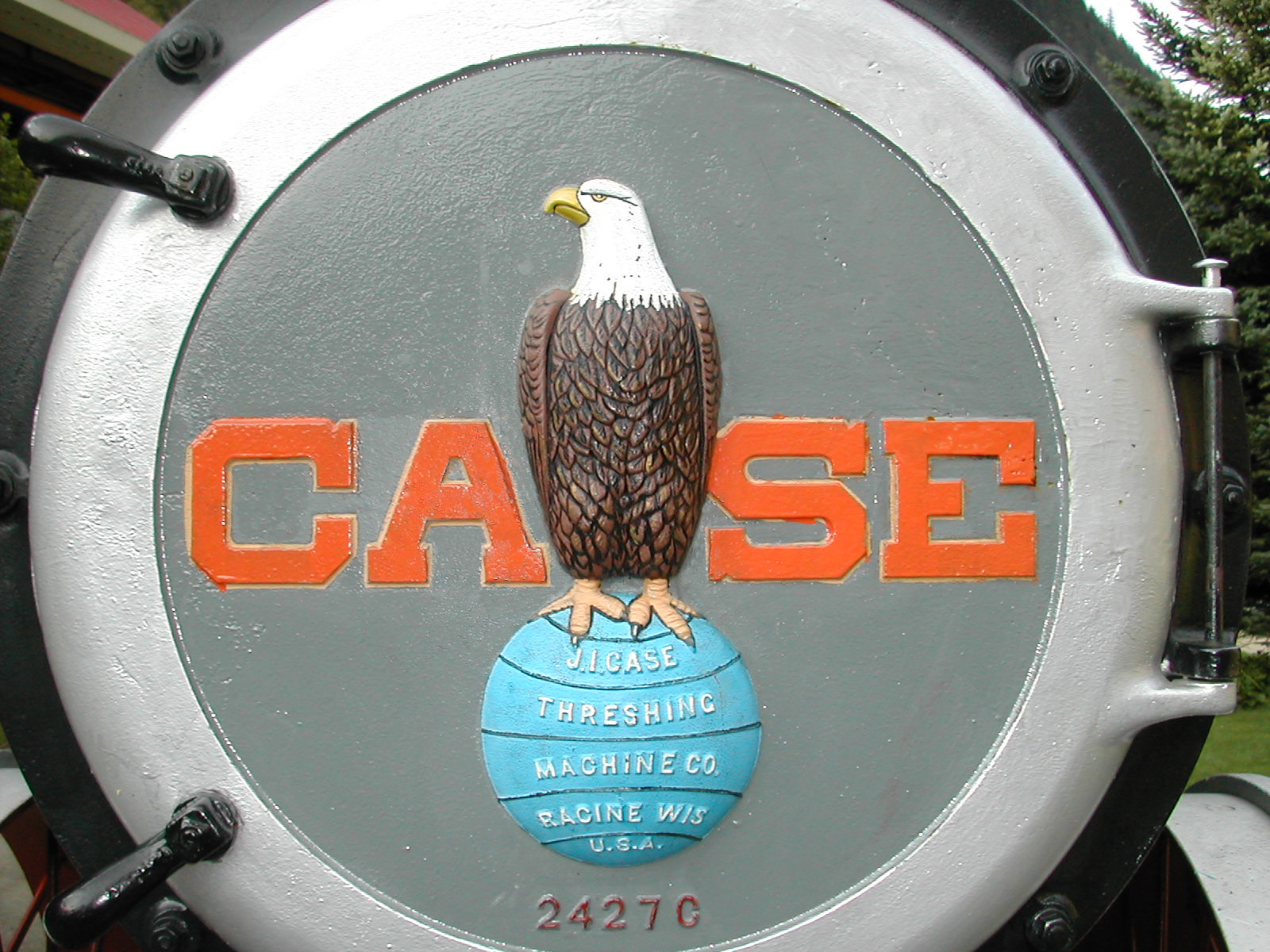
Logo Case Corporation, przedsiębiorstwa z siedzibą w stanie Wisconsin, z wizerunkiem Krzyczącego Orła w centrum.

Naszywka naramienna z emblematem 101. Dywizji Powietrznodesantowej Armii Stanów Zjednoczonych.

We wrześniu 1864 roku 8. Regiment powrócił do Wisconsin. 26 września kapitan Victor Wolf, na czele delegacji regimentu, wśród której było 26 żołnierzy kompanii C, przekazał orła gubernatorowi stanu Wisconsin, Jamesowi T. Lewisowi. Krzyczącego Orła uznano za pamiątkę wojenną, przyznano mu „apartament” w budynku Kapitolu stanu Wisconsin, znajdującego się w Madison, oraz etatowego opiekuna. Old Abe stała się celebrytką znaną w całym kraju, organizatorzy imprez kulturalnych i społecznych w wielu stanach poprzez jej obecność chcieli uświetnić i podnieść rangę imprezy.
W roku 1881 w budynku stanowego Kapitolu wybuchł pożar, Old Abe podniósł alarm i pożar został ugaszony, jednakże orzeł uległ zatruciu dymem, stracił siły, i ostatecznie, pomimo opieki lekarskiej, zmarł 26 marca 1881 roku. Ciało orła zostało pochowane w szklanej gablocie, ustawionej w rotundzie siedziby władz stanowych. W 1900 roku szczątki orła przeniesiono do nowego budynku Towarzystwa Historycznego stanu Wisconsin (State Historical Society of Wisconsin), jednakże wskutek protestów weteranów ponownie przeniesiono je do budynku władz stanu Wisconsin. W 1903 roku prezydent Theodore Roosevelt podczas odwiedzin w Wisconsin wyraził swoje zadowolenie, że było mu dane zobaczyć na własne oczy orła, o którym uczył się w szkole. Niestety, już w następnym roku pożar zniszczył gablotę ze szczątkami orła. Od 1915 roku w stanowym Kapitolu znajduje się replika przedstawiająca Krzyczącego Orła, kamienna rzeźba przedstawiająca tego orła wieńczy łuk w Camp Randall.
Jerome Case, założyciel przedsiębiorstwa produkującego maszyny rolnicze J.I. Case, z siedzibą w Wisconsin, włączył wizerunek Krzyczącego Orła w logo przedsiębiorstwa. Jako element znaku towarowego firmy przetrwał do 1969 roku.
Wizerunek Krzyczącego Orła jest elementem godła 101. Dywizji Powietrznodesantowej Armii Stanów Zjednoczonych. Jednostka ta, stacjonująca początkowo w Wisconsin, poprzez te insygnia (drugim elementem godła jest stylizowany czarny kapelusz „Hardee’s Hat”, noszony przez żołnierzy 8. Regimentu i Żelaznej Brygady) nawiązuje do tradycji wojskowych stanu. Godło Dywizji, noszone na mundurze na ramieniu, jest jednym z najlepiej rozpoznawalnych insygniów jednostek amerykańskich.